# Lautsprecherterminal

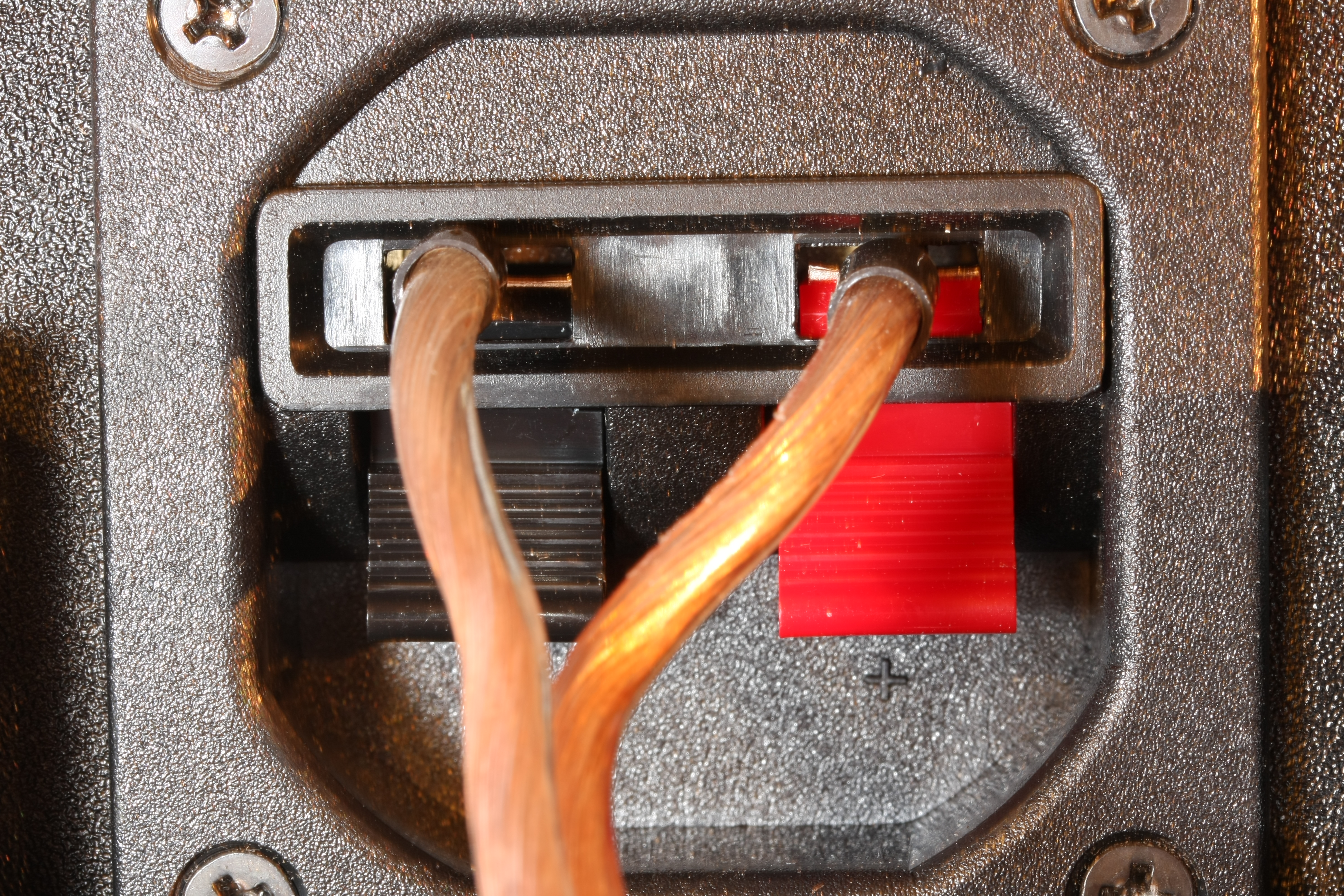
Federklemmenterminal

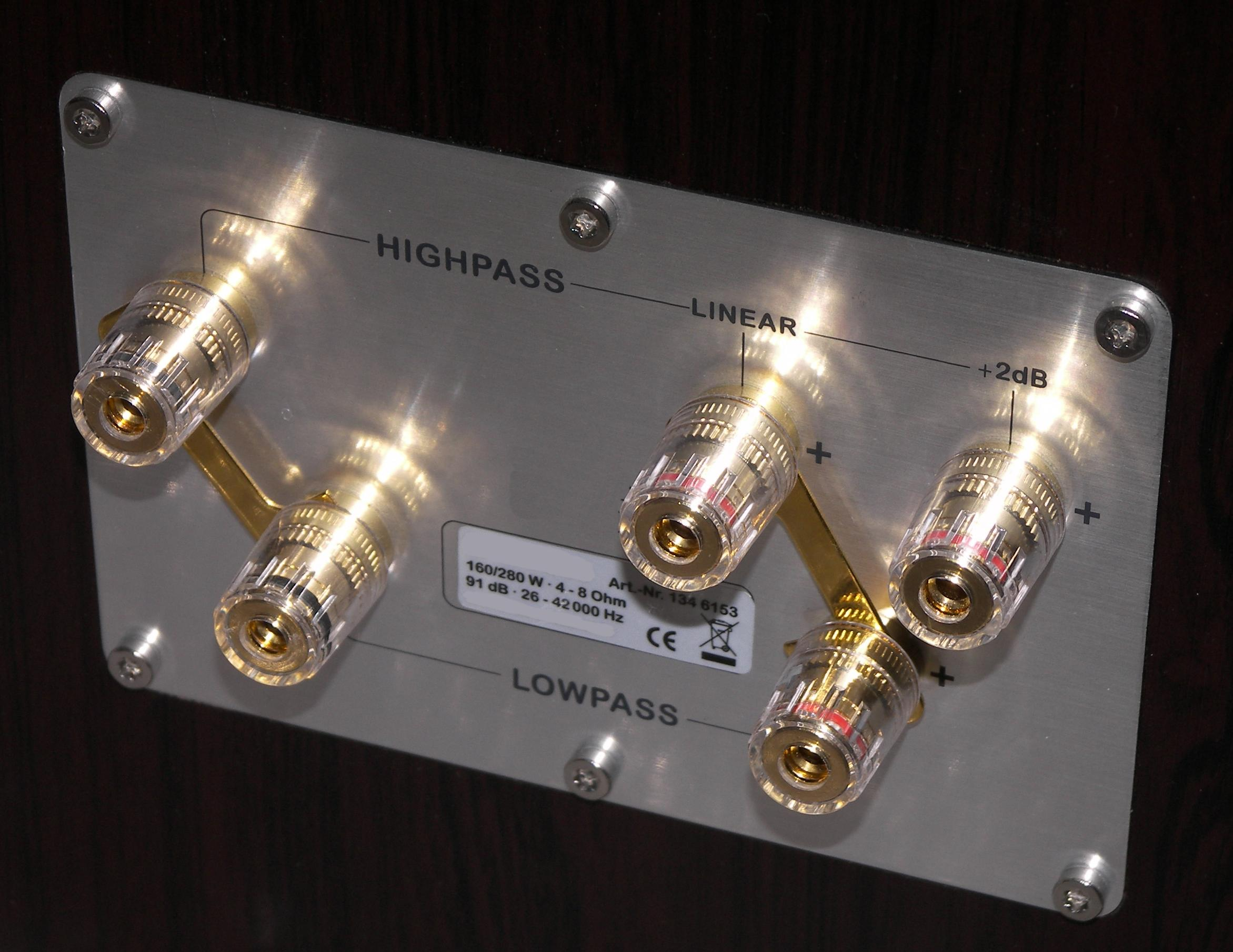
Anschlußterminal eines hochwertigen Lautsprechers für Bi-Wiring und Bi-Amping

Ein Lautsprecherterminal (auch Lautsprecheranschluss-Terminal) dient zum Anschluss eines oder mehrerer Lautsprecherkabel an einer Lautsprecherbox oder am Audioverstärker.
Manche Lautsprecher besitzen auch direkt am Korb ein Terminal.
Terminals an Boxen müssen die Luft-Dichtheit der Boxenwandung erhalten und sind oft versenkt angeordnet, sodass sie beim Transport nicht beschädigt werden.
Heim-HIFI-Bereich
Hier werden häufig Anschlussklemmen (Schraubklemmen) verwendet.
Bis Ende der 1970er Jahre wurden vor allem Kupplungen für Lautsprecherstecker nach DIN 41529 (sogenannte Strichpunktstecker) oder Bananenstecker verbaut.
Die Boxen so genannter Micro-Compact-Anlagen verfügen aus Gründen der Herstellungskosten nur selten über ein Lautsprecherterminal. Das Lautsprecherkabel ist hierbei fest im Lautsprechergehäuse fixiert. In anderen Fällen werden Federzugklemmen eingesetzt.
Professionelle Terminals
In der professionellen Beschallungstechnik werden Speakon-, XLR-Anschlüsse oder 6,3-mm-Klinkenbuchsen eingesetzt. Lautsprecherkabel mit Klinkenstecker bergen die Gefahr eines Kurzschlusses des Verstärkers beim Einstecken oder der Berührung mit Metallteilen.